# سینت پال (مینه‌سوتا)
سینت پال، مینه‌سوتا (به انگلیسی: Saint Paul, Minnesota) یک شهر، مرکز شهرستان و پایتخت در ایالات متحده آمریکا است که در شهرستان رامسی واقع شده‌است. این شهر پایتخت ایالت مینه‌سوتا است.

## خصوصیات
سینت پال ۱۴۵٫۵۱ کیلومتر مربع مساحت و ۲۸۵٬۰۶۸ نفر جمعیت دارد و ۲۱۴ متر بالاتر از سطح دریا واقع شده‌است.

## مراکز آموزشی
- دانشگاه مینه‌سوتا

## شهرهای خواهرخوانده
شهرهای خواهرخوانده سینت پل عبارتنداز:
- ناگازاکی (ژاپن) (۱۹۵۵) قدیمی‌ترین شهر خواهر در ژاپن
- سیوداد رومرو (السالوادور)
- کولیاکان (مکزیک)
- چانگشا (چین)
- نووسیبیرسک (روسیه)
- مانزانیلو (مکزیک)
- نویس (آلمان)
- Lawaaikamp (آفریقای جنوبی)

## نگارخانه
|  |  |  |  |